# Historia de la filosofía oriental
La historia de la filosofía oriental es la historia de la filosofía que se desarrolló en Oriente, principalmente en China e India, pero también en Persia, Babilonia, Japón, Corea y la filosofía islámica. Generalmente se habla de historia de la filosofía oriental en contraste con la historia de la filosofía occidental, ya que ambas tradiciones se desarrollaron de manera relativamente independiente.

## Por cultura

### Filosofía india
La filosofía india es un vasto conjunto de doctrinas religiosas e irreligiosas que han surgido en el subcontinente indio a lo largo de milenios.
Estas corrientes no forman una tradición unificada, sino que representan un mosaico diverso de ideas, enfoques y sistemas de pensamiento.
El término «filosofía india» ―como la «filosofía oriental» (de toda Asia), abarca doctrinas, visiones del mundo y enseñanzas religiosas y no religiosas.
Hablar de «filosofía india» como un todo homogéneo es un error conceptual.
En sánscrito (antiguo idioma de la India), las doctrinas se llaman dárshana (darśana: ‘doctrina, visión doctrinal, sistema filosófico, mostrar, ver, mirar, saber, exhibir, enseñar, percibir, inspeccionar, examinar, visitar, experimentar, contemplar, juzgar, discernir, comprender’)
Según el téxto épico-mitológico Majabárata (12, 11045), escrito en el III a. C., las tradiciones de la antigua India se clasifican de dos maneras:
- astika (‘[Dios] existe’, en sánscrito; siendo asti ‘estar’ o ‘existir’) y
- nastika (‘[Dios] no existe’).</ref>

Esa división depende de si las doctrinas aceptan la autoridad del texto épico-mitológico Rig-veda (compuesto a mediados del III milenio a. C.) y si aceptan la doctrina del Brahman (divinidad impersonal hinduista) y la existencia del atma (‘alma’).
Existen seis sistemas ortodoxos (shad-dárshana: ‘seis doctrinas’):
- sankia (de Kapila
- yoga,
- niaia (de Gotama),
- vaisesika (de Kanāda),
- mimamsa (de Yaimini) y
- vedanta (de Badaraiana).[6]

Las escuelas heterodoxas más comunes son
- lokaiata (ateísmo, materialismo, enseñado por Charvaka en algún momento del I milenio a. C.)
- yainismo (desde el VI a. C.)
- budismo (desde el IV a. C.)
- agñana
- ayívika.

Algunos de los primeros textos filosófico-religiosos son los Upanishads, que se compusieron en el período posvédico (siglos VII a I a. C.
Los conceptos religiosos indios más importantes incluyen
- dharma (deber religioso),
- karma (reacción mágica a cada acto virtuoso o pecaminoso),
- samsara (reencarnación),
- moksha (liberación del alma del ciclo de reencarnaciones) y
- ajimsa (no violencia: vegetarianismo).

Los pensadores indios desarrollaron un sistema de razonamiento seudoepistemológico (pramana) viciado por la creencia en la autoridad inapelable del Rig-veda y otros textos hinduistas posteriores como fuente última de conocimiento.
Bajo esta lupa míticorreligiosa, investigaron temas como
la metafísica,
la ética,
la hermenéutica y
la soteriología.
La filosofía india también cubrió temas como la filosofía política ―como se ve en el Arta-sastra (del siglo III a. C.)―
Las seis escuelas ortodoxas comunes surgieron en los últimos siglos del I milenio a. C. y el período gupta (IV).
Estas escuelas hindúes desarrollaron lo que se ha llamado la «síntesis hindú» fusionando elementos brahmánicos y elementos heterodoxos del budismo y el yainismo.
El pensamiento hindú también se extendió hacia el este llegando al imperio indonesio Srivijaya y el Imperio jemer camboyano. Estas tradiciones se agruparon más tarde bajo el nombre Hinduismo. El Hinduismo con sus diferentes denominaciones es la religión dominante en Asia del Sur. Así, el hinduismo es una categorización de distintos puntos de vista intelectuales o filosóficos, más que un conjunto de creencias rígidas,
y con cerca de mil millones de seguidores es la tercera religión más grande del mundo, después del cristianismo y el islam.
Desarrollos posteriores incluyen el desarrollo del Tantra y las influencias islámicas. El budismo desapareció en su mayoría de la India después de la conquista musulmana en el subcontinente indio, sobreviviendo en las regiones del Himalaya y el sur de la India.
El período moderno temprano vio el florecimiento de Navya-Nyāya (la «nueva razón») bajo filósofos como Raghunatha Siromani (circa 1460-1540) que fundó la tradición, Jayarama Pancanana, Mahadeva Punatamakara y Yashovijaya (quien formuló una respuesta yaina).
En la historia de la filosofía india se pueden distinguir tres grandes períodos. El primer período es el del vedismo, que transcurrió aproximadamente desde el siglo XV a. C. hasta el siglo VIII a. C. Durante este primer período se desarrollaron los primeros textos védicos, en particular el Rig vedá, el Sama vedá, el Iáyur vedá y el Átharva vedá, así como el sistema de castas. El segundo período es aquel del brahmanismo, aproximadamente desde el siglo VIII a. C. hasta el siglo V a. C. En este período se incorporaron los Upanishads al conjunto de textos sagrados. Y el tercer período es el del hinduismo propiamente, que comienza aproximadamente en el siglo V a. C. y aún continúa.

### Filosofía china
La filosofía china es la descripción de la filosofía oriental que comprende la suma de escuelas filosóficas creadas en China. Tiene una historia de varios miles de años y su inicio se suele establecer en el siglo XII a. C. con la escritura del I Ching (El libro de los cambios), un compendio antiguo sobre adivinación que introdujo alguno de los términos fundamentales de la filosofía china. Sin embargo, la tradición oral se remonta a épocas neolíticas.
La historia de la filosofía china se puede dividir en cuatro períodos. El primero vio venir las primeras doctrinas de la dinastía Shang acerca de lo cíclico, así como el I Ching (el Libro de los cambios). El segundo período es el de la filosofía china clásica, conocido por la variedad y cantidad de escuelas que se formaron. Entre ellas destacaron el confucianismo, el taoísmo, el moísmo, el legalismo y la Escuela de los Nombres. El tercer período comenzó cuando la dinastía Qin adoptó como filosofía oficial el legismo, persiguiendo además a los confucianistas y moistas. Luego la dinastía Han impuso al confucianismo y taoísmo como doctrinas oficiales, y su influencia continuaría hasta el siglo XX. El último período, el de la modernidad, se caracteriza por la importación e incorporación de la filosofía occidental.
Durante la dinastía Zhou occidental y los siguientes períodos después de su caída, florecieron las cien escuelas del pensamiento (siglo VI a. C. a 221 a. C.). Este período se caracterizó por importantes desarrollos intelectuales y culturales y vio el surgimiento de las principales escuelas filosóficas de China: el confucianismo, el legalismo y el taoísmo, así como numerosas otras escuelas menos influyentes. Estas tradiciones filosóficas desarrollaron teorías metafísicas, políticas y éticas como Tao, Yin y yang, Ren y Li que, junto con el budismo chino, influyeron directamente en la filosofía coreana, la filosofía vietnamita y la filosofía japonesa (que también incluye la tradición sintoísta nativa). El budismo comenzó a llegar a China durante la dinastía Han (206 a. C.-220 d. C.) a través de una transmisión gradual a través de la Ruta de la Seda, y mediante influencias nativas desarrollaron distintas formas chinas (como Zen) que se extendieron por toda la esfera cultural de Asia Oriental. Durante las dinastías chinas posteriores, como la dinastía Ming (1368-1644), así como en la dinastía coreana de Joseon (1392-1897), un renacimiento del neoconfucianismo dirigido por pensadores como Wang Yangming (1472-1529) se convirtió en la escuela de pensamiento dominante, y fue promovido por el estado imperial.

### Filosofía japonesa
La filosofía japonesa es la descripción de la filosofía oriental que se origina a partir del desarrollo cultural de Japón, a través del proceso religioso e histórico que surgió del pensamiento chino, manteniéndose hasta el período Heian, del cual se inicia el pensamiento japonés y al igual que el primero, se orienta a los asuntos de sabiduría práctica.

## Por corriente

### Filosofía budista
La filosofía budista es la descripción de la filosofía oriental que comprende la suma de las investigaciones filosóficas de las varias escuelas budistas. La principal preocupación del budismo siempre fue la liberación del sufrimiento (nirvana) y el camino hacia esa liberación, que consiste en acción ética (sīla), meditación y sabiduría (prajña, saber «las cosas como realmente son», sct. yathābhūtaṃ viditvā). Los budistas indios buscaron esta comprensión no solo a partir de las enseñanzas del Buda, sino a través del análisis filosófico y la deliberación racional. Los pensadores budistas en India y posteriormente en Asia oriental han cubierto temas filosóficos tan variados como fenomenología, ética, ontología, epistemología, lógica y filosofía del tiempo en su análisis de este camino.
El budismo temprano se basó en evidencia empírica obtenida por los órganos de los sentidos (ayatana) y el Buda parece haber mantenido una distancia escéptica de ciertas preguntas metafísicas, negándose a responderlas porque no eran conducentes a la liberación. Los puntos particulares de la filosofía budista han sido a menudo objeto de disputas entre diferentes campos filosóficos budistas. Estas disputas dieron lugar a varias escuelas llamadas Abhidharma, y a las tradiciones Mahayana de Prajnaparamita (perfección de la sabiduría), Madhyamaka (camino medio) y Yogacara (práctica de yoga).
La filosofía budista comienza con el pensamiento de Gautama Buddha (circa siglos VI y IV a. C.) y se conserva en los primeros textos budistas como las Nikayas del Canon Pali. El pensamiento budista es transregional y transcultural. Se originó en la India y luego se extendió a Asia oriental, el Tíbet, Asia central y el Sudeste Asiático, desarrollando tradiciones nuevas y sincréticas en estas diferentes regiones. Las diversas escuelas del pensamiento budistas son la tradición filosófica dominante en el Tíbet y en países del sudeste asiático como Sri Lanka y Birmania.
La principal preocupación del budismo es la soteriología, definida como la libertad desde dukkha (inquietud). Debido a que la ignorancia sobre la verdadera naturaleza de las cosas se considera una de las raíces del sufrimiento (dukkha), la filosofía budista se ocupa de la epistemología, la metafísica, la ética y la psicología. Los textos filosóficos budistas también se deben entender dentro del contexto de las prácticas meditativas que se supone que producen ciertos cambios cognitivos. Los conceptos innovadores clave incluyen las Cuatro Nobles Verdades, Anatta (no-yo) una crítica de una identidad personal fija, la transitoriedad (Anicca) de todas las cosas y un cierto escepticismo sobre las preguntas metafísicas.
Después de la muerte de Buda, varios grupos comenzaron a sistematizar sus principales enseñanzas y desarrollaron sistemas filosóficos denominados Abhidharma. Los filósofos de Mahayana como Nagarjuna y Vasubandhu desarrollaron las teorías de shunyata (vacuidad de todos los fenómenos) y «vijnapti-matra» (solo apariencia), una forma de fenomenología o idealismo trascendental. La escuela de Dignāga o escuela de pramāṇa promovió una forma de epistemología y lógica. A través del trabajo de Dharmakirti, esta tradición de lógica budista se ha convertido en el principal sistema epistemológico utilizado en la filosofía y el debate de budismo tibetano.
Según el profesor de filosofía budista Jan Westerhoff, las principales escuelas indias desde 300 a. C. hasta 1000 d. C. fueron:
- La tradición Mahāsāṃghika («Gran Comunidad»).
- Las escuelas Sthavira («Ancianos») que incluyen: Sarvāstivāda, Sautrāntika, Vibhajyavada (más tarde conocida como Theravada en Sri Lanka) y Pudgalavada.
- Las escuelas Mahayana, principalmente Madhyamaka, Yogachara, Tathāgatagarbha y Tantra.